# اندرو گروو
آندرو استفن گروو (انگلیسی: Andrew Stephen Grove ؛ زاده ۲ سپتامبر ۱۹۳۶- مرگ ۲۱ مارس ۲۰۱۶) یک کارآفرین ، تاجر ، مهندس ، نویسنده و پیشگام در صنعت نیمه رساناها  اهل آمریکا بود .
اندی گروو درحالی‌که مدیرعامل اینتل بود، یک اثر مهم در مورد مدیریت منتشر کرد؛ کتابی به نام «مدیریت با بازده بالا.» کتابی که مورد تحسین وال استریت ژورنال قرار گرفت و پیتر دراکر از آن به عنوان یکی از مفیدترین کتب مدیریتی یاد کرد .
گروو در کتاب مدیریت با بازده بالا ، توصیه‌های مهمی به مدیران (به‌خصوص مدیران میانی) می‌کند. وی معتقد است که مدیران باید بتوانند با بهبود عملکرد زیردستانشان، به کسب و کار شرکت رونق بدهند و بهره وری را بالا ببرند.
گروو بر اهمیت جلساتی که توسط مدیران انجام می‌شود، تاکید می‌کند. کارمند باید در مورد موضوع هر جلسه آگاهی داشته باشد، و مدیر از طریق تصمیم‌گیری‌های چالش‌برانگیز مشاغل زیرمجموعه را راهنمایی کند. با گذشت زمان، کارمندان به تدریس کمتری نیاز دارند؛ و این یعنی مدیر به افزایش چشمگیر بازدهی کارمند کمک خواهد کرد.